# Distrito electoral local 17 de Chiapas
El XVII Distrito Electoral de Chiapas, Distrito de Motozintla, Distrito XVII o XVII Motozintla es uno de los 24 distritos electorales uninominales de Chiapas. Su cabecera distrital es la ciudad de Motozintla.
Se conforma por los siguientes municipios:
- Motozintla
- Amatenango de la Frontera
- Bejucal de Ocampo
- Bella Vista
- Chicomuselo
- Frontera Comalapa
- La Grandeza
- Mazapa
- El Porvenir
- Siltepec

## Localización
El Distrito de Motozintla se encuentra al sureste de Chiapas, limita al norte con el Distrito de Comitán, al oeste con los Distritos de Tonalá y Villaflores, al sur con los distritos de Tapachula Norte y Huixtla y al este con Guatemala.
| Noroeste: Distrito de Venustiano Carranza | Norte: Distrito de Comitán       | Noreste: Distrito de Comitán |
| Oeste: Villaflores y Distrito de Tonalá   |                                  | Este: Guatemala              |
| Suroeste: Distrito de Huixtla             | Sur: Distrito de Tapachula Norte | Sureste: Guatemala           |